# الفرع الأمامي للعصب السدادي
الفرع الأمامي للعصب السدادي (بالإنجليزية: Anterior branch of obturator nerve)‏ هو عصب يتَفرعُ من عصب سدادي.

## مساره
يمر عميقًا إلى العضلة المقربة الطويلة وفوق سطح العضلة المقربة القصيرة. وفي الجثث، تجدها محصورة بين هاتين العضلتين. يتفرع هذا العصب إلى فرع مفصلي لمفصل الورك بالإضافة إلى الفروع العضلية والجلدية.